# Theo Zwarthoed
Theodorus Antonius Marie Zwarthoed, detto Theo (Volendam, 19 novembre 1982), è un ex calciatore olandese, di ruolo portiere.

## Carriera
È cresciuto nelle giovanili del Volendam.